# Тернопільське джерело
Терно́пільське джерело́ у парку Національного відродження — (втрачена) гідрологічна пам'ятка природи місцевого значення в Україні. Витікало біля Співочого поля в парку Національного відродження міста Тернополя та було одним із витоків річки Рудка.

## Пам'ятка
Джерело оголошене об'єктом природно-заповідного фонду рішенням виконкому Тернопільської обласної ради № 496 від 26 грудня 1983 року. Перебуває у віданні ДКП «Об'єднання парків культури і відпочинку».

## Відомості
Площа — 0,01 га.
Під охороною — джерело питної води. Має науково-пізнавальну, естететичну, оздоровчу та господарську цінність.
Станом на травень 2016 року в джерелі зникла вода (див. світлину).

## Цікаві факти
Ймовірно, що раніше називалося Кузьмовичеві джерела.
У 2010—2011 рр. релігійна громада (секта) влаштувала тут незаконне будівництво, яке демонтували комунальні служби міста 30 вересня 2011 року. На колишньому місці витоку джерела міська влада у 2013 році облаштувала квітковий годинник, а новий витік джерела перенесений на 20 м ближче до Співочого поля.

## Галерея

Вид на Співоче поле
Вид на Тернопільське джерело
Тернопільське джерело
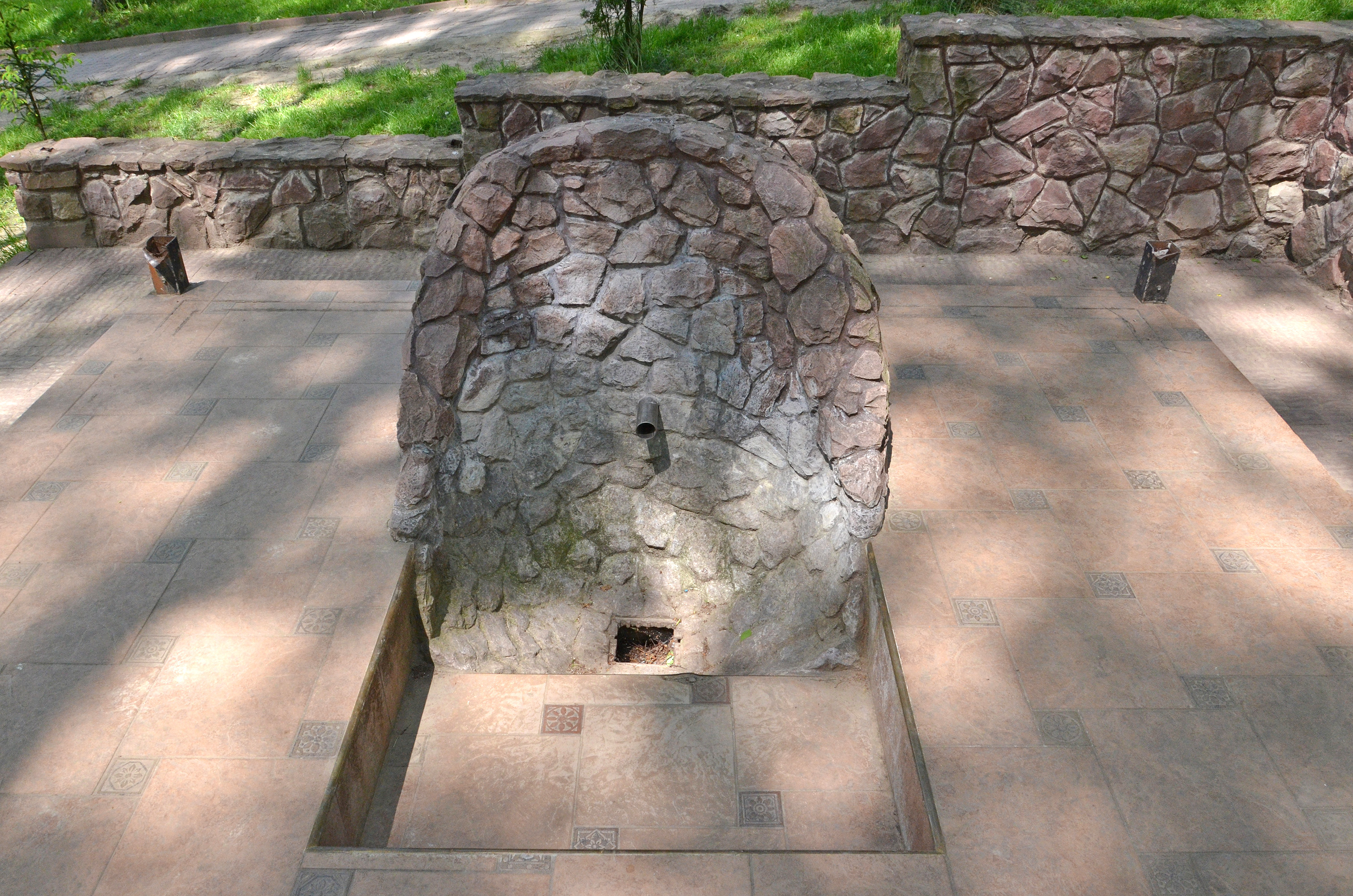
У джерелі зникла вода